# 坎塔加洛 (巴拿马)
坎塔加洛是巴拿马奇里基省阿兰赫区的一个城市。 该市面积为36.9平方（14.2平方英里），2010年时人口为577，故其人口密度为15.6名居民每平方（40名居民每平方英里）。设立于2003年4月30日。